# Dååth (album)
Dååth è il quarto album in studio dei Dååth, pubblicato nel 2010.

## Tracce
1. Genocidal Maniac – 3:58
2. Destruction/Restoration – 2:34
3. Indestructible Overdose – 2:38
4. Double Tap Suicide – 4:40
5. The Decider – 3:45
6. Exit Plan – 3:19
7. Oxygen Burn – 4:05
8. Accelerant – 3:34
9. Arch {Enemy} Misanthrope – 5:05
10. Manufactured Insomnia – 2:49
11. A Cold Devotion – 2:47
12. N.A.T.G.O.D. – 3:22
13. Terminal Now – 2:29

## Formazione
- Sean Zatorsky- voce
- Eyal Levi - chitarra
- Jeremy Creamer - basso
- Emil Werstler - chitarra
- Kevin Talley - batteria
- Eric Guenther - tastiere